# Formotensha acuminata
Formotensha acuminata är en fjärilsart som beskrevs av Matsumura 1929. Formotensha acuminata ingår i släktet Formotensha och familjen tandspinnare. Inga underarter finns listade i Catalogue of Life.